# Sous vide

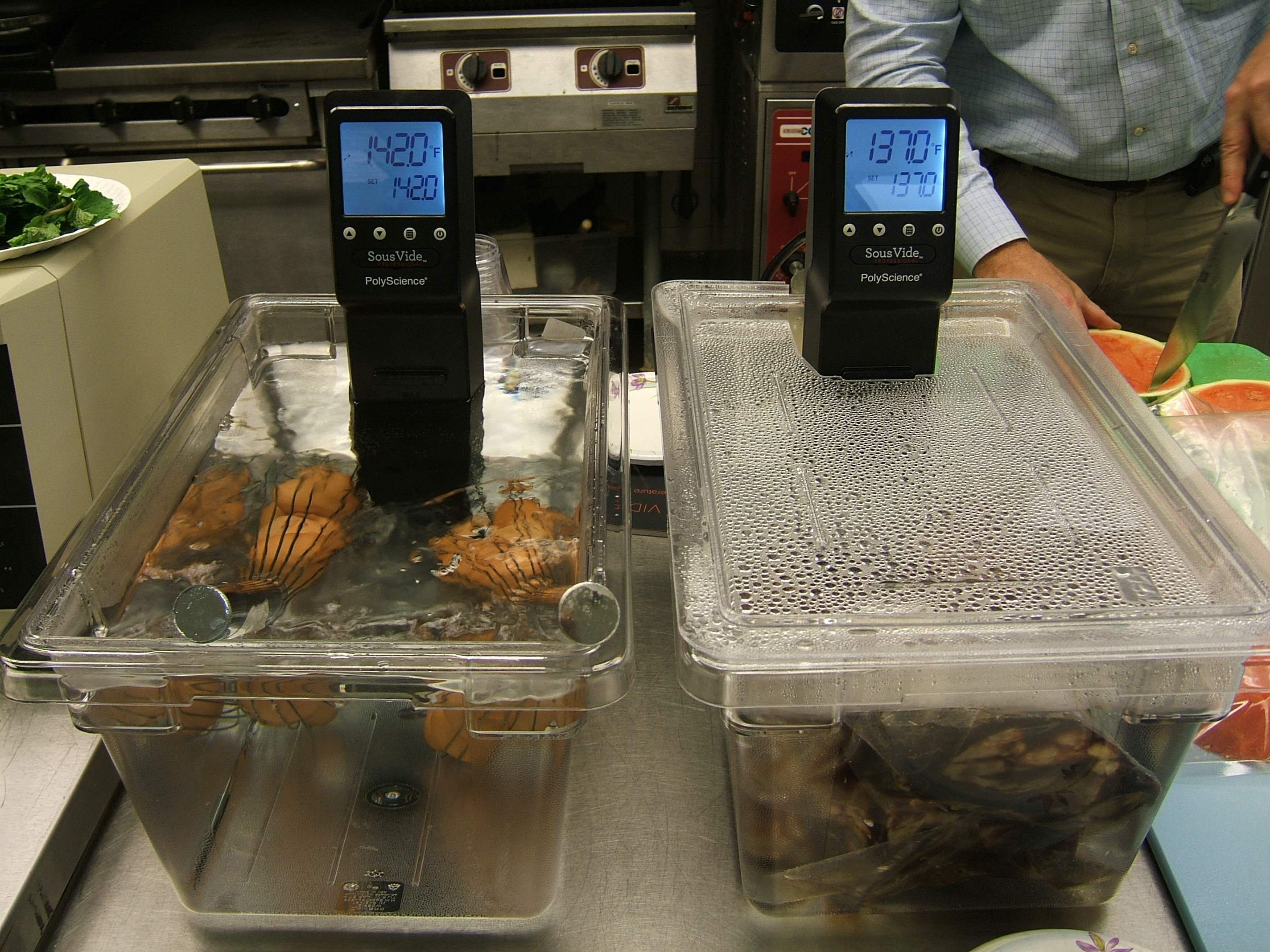
Gătit sous-vide folosind mașini de imersie cu circulație termică

Sous vide ( /suːˈviːd/ ; franceză pentru „sub vid”), cunoscută și sub numele de gătit la temperatură joasă, de lungă durată (abreviat LTLT, din englezul „low-temperature long-time”), este o procedură culinară inventată de bucătarul francez Georges Pralus în 1974, ce constă în introducerea alimentelor într-o pungă de plastic sau într-un borcan de sticlă și gătirea lor într-o baie de apă pentru un timp mai lung decât cel obișnuit (de obicei, una până la șapte ore, sau chiar mai mult de trei zile în unele cazuri) la o temperatură precis reglată.
Temperatura este mult mai scăzută decât cea folosită de obicei pentru gătit, de obicei în jur de 55 la 60 °C (130 la 140 °F) pentru carne roșie, 66 la 71 °C (150 la 160 °F) pentru carnea de pasăre și mai mare pentru legume. Intenția este de a găti produsul în mod uniform, asigurând că interiorul este gătit corespunzător, fără a supragăti exteriorul și fără a-l seca.

## Istorie
Gătitul sous vide se caracterizează prin gătirea la temperatură scăzută, pentru o perioadă mai lungă de timp decât gătitul convențional, un recipient (precum o pungă de plastic) care separă alimentele de mediul de încălzire și o incintă presurizată folosind vid complet sau parțial.
Gătitul la temperatură scăzută a fost descris pentru prima dată de Benjamin Thompson, în 1799. El a folosit aerul ca mediu de transfer de căldură în experimentele sale încercând sa vadă dacă ar putea prăji carne într-o mașină pe care a creat-o pentru a usca cartofi. În propriile cuvinte ale lui Thompson, carnea a fost: „Nu doar mâncabilă, ci perfect făcută și cel mai deosebit de bine gustată”.
Prepararea alimentelor sub presiune, cu sau fără căldură, a fost dezvoltată de inginerii americani și francezi la mijlocul anilor 1960 ca metodă industrială de conservare a alimentelor. Ca și în cazul lui Rumford, cercetătorii au aflat că alimentele au prezentat îmbunătățiri distinctive ale aromei și texturii. În timp ce metoda era dezvoltată, aplicarea presiunii asupra alimentelor prin sigilarea în vid a fost uneori numită „cryovacking”. Presiunea a concentrat în mod deosebit aromele fructelor, chiar și fără gătire. 
Metoda a fost adoptată de Georges Pralus, un bucătar francez, în 1974 pentru Restaurantul Troisgros (al lui Pierre și Michel Troisgros) din Roanne, Franța. El a descoperit că, atunci când foie gras a fost gătit în acest mod, își păstra aspectul original, nu pierdea excesul de grăsime și avea o textură mai bună. 
Un alt pionier în sous vide este Bruno Goussault, om de știință francez al producătorului de alimente Cuisine Solutions din Sterling, Virginia. În 1991, a înființat Centre de Recherche et d'Études pour l'Alimentation (CREA) ca braț de servicii al companiei-mamă, Cuisine Solutions. Datorită cercetărilor sale asupra efectelor temperaturii asupra diverselor alimente, prin CREA, a devenit cunoscut pentru pregătirea bucătarilor de top în această metodă. El a dezvoltat parametrii timpilor și temperaturilor de gătire pentru diverse alimente. 
Goussault și Pralus au lucrat independent la dezvoltarea sous vide în anii 1970 și în cele din urmă au devenit colaboratori. Goussault a fost pionier în îmbinarea etanșării sub vid cu gătitul la temperatură scăzută. Pralus, considerat părintele sous vide-ului modern, a gătit la temperaturi mai ridicate. 

## Caracteristici esențiale

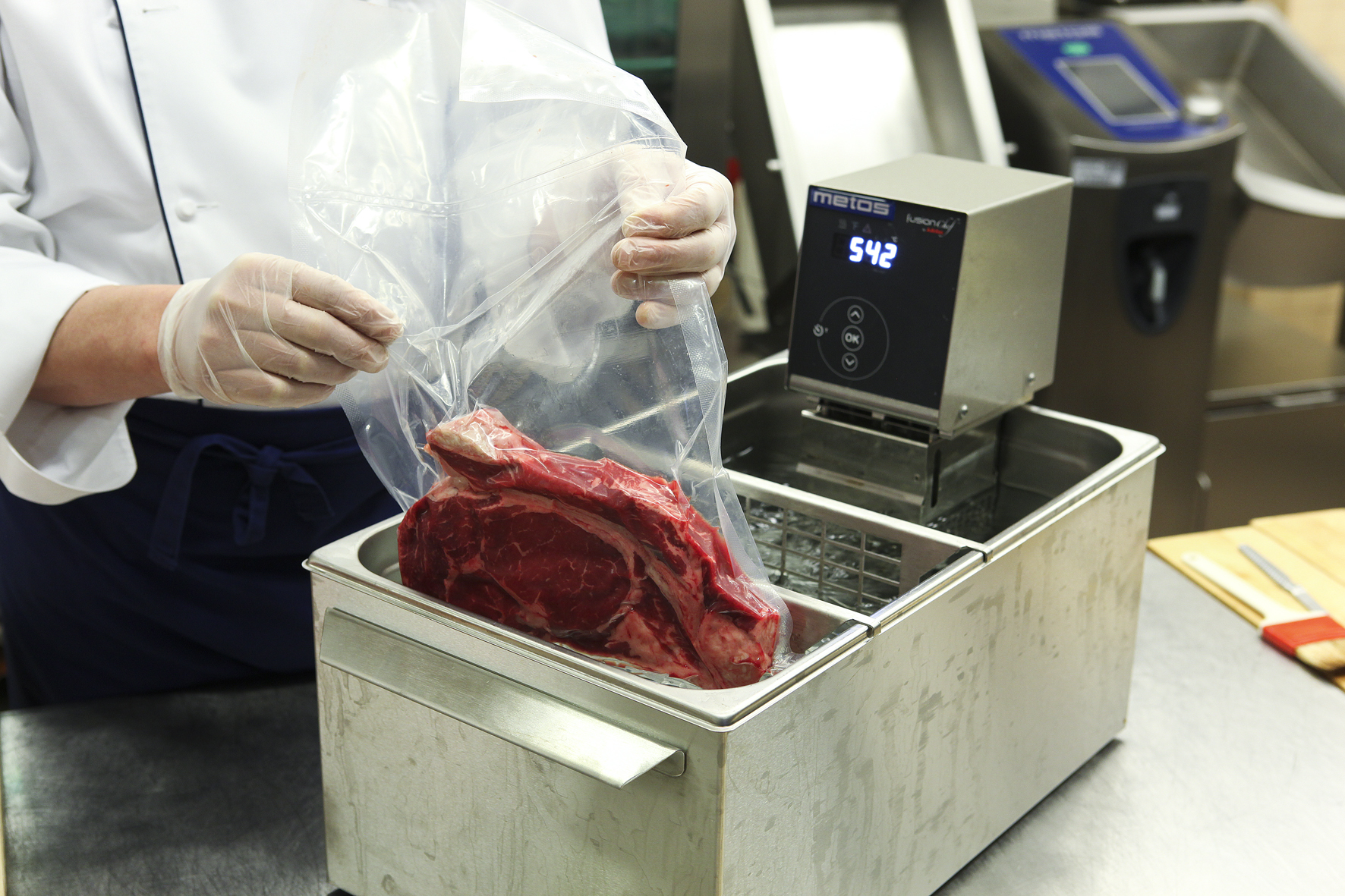
Un stec preparat sous vide

Sigilarea alimentelor în pungi rezistente de plastic păstrează sucurile și aroma care altfel s-ar pierde în proces. Punerea alimentelor ambalate într-o baie de apă, cu temperatura setată la temperatura finală de gătire dorită alimentelor, previne supragătirea, deoarece alimentele nu pot deveni mai fierbinți decât baia în care se află, ca la bain-marie.
Ca urmare a controlului precis al temperaturii băii și a faptului că temperatura băii este aceeași cu temperatura țintă de gătit, se poate obține un control foarte precis al gătirii. În plus, temperatura și, prin urmare, gătirea, pot fi uniforme în întregimea alimentelor în gătirea sous vide, chiar și cu alimente de formă neregulată și foarte groase, dat fiind suficient timp.
În schimb, în gătitul convențional la căldură mare, cum ar fi prăjirea în cuptor sau pe grătar, alimentele sunt expuse la niveluri de căldură care sunt mult mai mari decât temperatura de gătit internă dorită și trebuie îndepărtate de la foc mare înainte de a ajunge la temperatura internă dorită. Dacă mâncarea este scoasă de pe foc prea târziu, devine supragătită, iar dacă este îndepărtată prea devreme, este insuficient de gătită.
Utilizarea unor temperaturi mult mai scăzute decât cele utilizate în gătitul convențional este o caracteristică esențială a sous vide. În gătirea cărnii, colagenul dur din țesutul conjunctiv poate fi denaturat în gelatină, fără a încălzi proteinele cărnii suficient de mult încât să se denatureze într-o stare în care textura se întărește și umiditatea este pierdută din carne.
În schimb, legumele moi când sunt fierte sunt adesea considerate prea fierte. Gătitul la temperatură scăzută permite materiei vegetale să rămână mai suculentă, deoarece pereții celulelor nu se sparg. Gătirea legumelor la temperaturi sub punctul de fierbere al apei le permite să fie gătite mai în totalitate (și pasteurizate, dacă este necesar), menținând în același timp o textura fermă sau oarecum crocantă. În timp ce pereții celulari, în general, nu se vor sparge, depolimerizarea polizaharidelor pectice care leagă celulele vegetale împreună și gelatinizarea amidonului din legume pot fi realizate fără supragătire. 
Din punct de vedere culinar, excluderea aerului este secundară, dar are importanță practică. Aceasta permite alimentelor gătite să fie păstrate, sigilate și refrigerate, pentru o perioadă considerabilă de timp, ceea ce este util în special pentru industria alimentară și exclude oxigenul din alimentele care necesită o gătire lungă și sunt susceptibile la oxidare, de exemplu, grăsimea de pe carne, care poate deveni râncedă odata cu expunerea prelungită la aer.  De asemenea, îmbunătățește transferul de căldură între baia de apă și alimente, dată fiind lipsa proprietăților de izolare termică ale oricărui aer prins în pungă.
Pe lângă asigurarea unei gătiri uniforme, gătitul sous vide facilitează dezvoltarea aromelor organoleptice dorite și limitează aromele nedorite cauzate de oxidare.

## Temperatură
Gradul de acuratețe și constanța a temperaturii de gătire necesare variază în funcție de alimentele gătite. În unele cazuri, nu sunt critice. O bucată groasa, de 15 milimetrii, de pește se va găti în 17-18 minute la o temperatură de la 44 °C (111 °F) până la 61 °C (142 °F).  Astfel de alimente pot fi gătite într-un slow cooker oprit, umplut cu apă fierbinte și echipat cu un termometru.
Pentru un ou, totuși, care are proteine care se denaturează la diferite temperaturi, menținerea unei temperaturi precise și constante este mai critică.  Gălbenușurile de ou confit sunt de obicei gătite la 63 °C (145 °F), temperatură suficient de fierbinte pentru a găti albușul fără a întări gălbenușul. Temperatura băii este setată la 64 °C (147 °F).
Timpul obișnuit de gătire este determinat de momentul în care centrul articolului gătit ajunge cu câteva grade sub temperatura țintă. Atunci încălzirea trebuie oprită imediat. În timp ce mâncarea se odihnește, căldura reziduală va continua să o gătească pentru o perioadă. Dacă încălzirea continuă, mâncarea va fi supragătită. Timpul necesar pentru ca centrul alimentelor să atingă temperatura țintă depinde de temperatura inițială, de grosimea și forma alimentelor și de temperatura băii. 

## Limitări
O limitare a gătirii sous vide este că rumenirea (reacțiile Maillard) are loc la temperaturi peste punctul de fierbere al apei. Aromele și textura „crustei” dezvoltate prin rumenire sunt foarte de dorit în gătirea anumitor tipuri de carne, cum ar fi friptura. Aromele și textura produse prin rumenire nu pot fi obținute doar prin sous vide. În multe cazuri, bucătarii vor rumeni carnea și alte alimente înainte sau după gătirea sous vide, folosind tehnici precum prăjirea într-o tigaie extrem de fierbinte. Această rumenire secundară se face pe scurt, iar uneori la căldură mai mare decât cea folosită de obicei, astfel încât să afecteze doar suprafața alimentelor și să se evite supragătirea interiorului. În mod similar, pielea peștelui poate fi gătită la temperaturi ridicate după sous vide pentru a o face crocantă.

## Siguranță alimentară
Siguranța alimentară este o funcție atât de timp, cât și de temperatură; o temperatură adesea considerată insuficientă pentru a face alimentele sigure poate fi perfect sigură dacă este menținută suficient de mult timp. Unele rețete de pește sous vide, de exemplu, sunt gătite sub 55 °C (131 °F). Persoanele cu imunitate compromisă nu ar trebui să mănânce niciodată alimente care nu au fost pasteurizate corespunzător. Femeile care consumă alimente nepasteurizate în timpul sarcinii își expun și fătul la riscuri și, astfel, pot alege să evite rețetele nepasteurizate. 
Bacteriile Clostridium botulinum pot crește în alimente și în absența oxigenului și produc toxina botulină, așa că gătirea sous vide trebuie efectuată în condiții atent controlate pentru a evita intoxicația cu botulism. În general, alimentele care sunt încălzite și servite în decurs de patru ore sunt considerate sigure, dar carnea care este gătită mai mult timp pentru a se frăgezi trebuie să atingă o temperatură de cel minim 55 °C (131 °F) în decurs de patru ore și apoi să fie păstrată acolo suficient timp pentru a fi pasteurizată.
Pasteurizarea ucide bacteriile botulismului, dar posibilitatea ca spori rezistenți ai botulismului să supraviețuiască și să se reactiveze odată ce se răcesc rămâne o preocupare, ca și în cazul multor alimente conservate, indiferent de metoda de procesare. Din acest motiv, tratatul lui Baldwin specifică cerințe precise de răcire pentru „cook-chill”, astfel încât sporii de botulism să nu aibă posibilitatea de a crește sau de a se propaga. Alimentele pasteurizate pot fi apoi păstrate până la două săptămâni în jur de 3 °C (37 °F) sigilate în ambalajul în vid. Expunerea la aer inactivează, de asemenea, creșterea sporilor.

### Perturbatori endocrini
Majoritatea materialelor plastice eliberează substanțe chimice estrogenice care acționează ca perturbatori endocrini atunci când sunt încălzite. Gradul de pericol este controversat.
De asemenea, unele dovezi arată că aminele aromatice heterociclice și bisfenolul-A migrează din recipientul de plastic în alimente în timpul gătirii sous vide.

## Utilizări

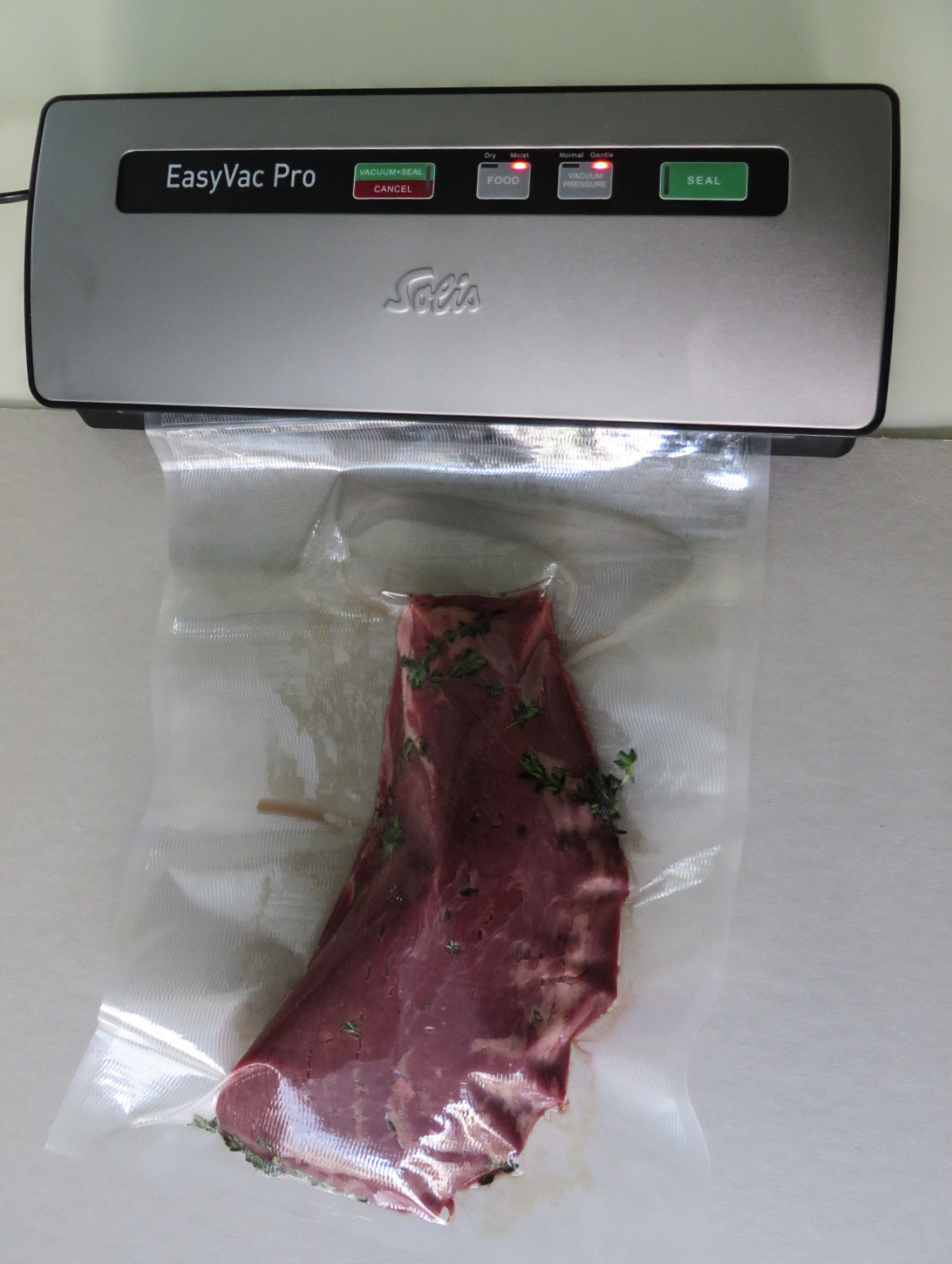
Dispozitiv compact de ambalare/etanșare în vid

Metoda sous vide este folosită în multe restaurante gourmet de vârf de către bucătari precum Heston Blumenthal, Paul Bocuse, Michael Carlson, Thomas Keller, Grant Achatz, Ferran Adrià, Joël Robuchon, Philippe Rochat, Alessandro Stratta, Charlie Trotter, Michael Mina și Joan Roca. Amtrak folosește, de asemenea, această metodă pentru mesele servite în trenurile lor, inclusiv Acela Express. 
Sous vide a devenit obișnuit în emisiunile TV de gătit precum Iron Chef America și Top Chef și în restaurante precum Panera Bread. De asemenea, a fost folosit pentru a produce rapid cantități semnificative de mese pentru evacuații de uragan. Bucătarii neprofesioniști încep, de asemenea, să folosească gătitul sous vide. 
Inițial, pasionații foloseau circulatoare cu imersie termică de laborator, adesea cumpărate folosite de pe eBay, care necesitau o curățare foarte atentă și, chiar și atunci, nu erau recomandate pentru utilizarea în bucătărie. Începând cu 2008, Auber Instruments și Fresh Meals Solutions au pus la dispoziție regulatoare PID relativ ieftine, dar foarte precise, cu sonde de termocuplu atașate, care puteau fi utilizate pentru a controla mașinile de gătit orez, slow cookere, oale electrice și aparate similare. La sfârșitul anului 2009, mai multe utilaje destinate uzului casnic și mai puțin costisitoare decât echipamentele standard de laborator au devenit disponibile pentru achiziție. 
Duplicarea unor efecte ale tehnicilor sous vide este posibilă prin utilizarea unui recipient izolat cu laturi rigide, cum ar fi un „răcitor de bere”, umplut cu apă caldă, verificat cu un termometru precis și cuplat cu pungi resigilabile, care permit aerului să fie scos și sigilarea mâncării pentru gătit. Cu toate acestea, pierderea de căldură implicată în această tehnică o face imposibilă pentru gătitul pe termen lung (mai mult de patru ore). 
Sous vide, franceză pentru „sub vid”, implică faptul că alimentele trebuie sigilate într-o pungă de plastic cu tot aerul eliminat. Ca o metodă alternativă la un aparat comercial sau casnic de etanșare cu vid, alimentele pot fi plasate într-o pungă de plastic cu o față deschisă și apoi scufundate parțial în apă, deplasând/forțând aerul în exteriorul pungii. Această metodă implică legarea părții deschise a pungii de marginea oalei pentru a împiedica scurgerea apei în pungă. Scopul este de a avea alimentele în contact complet cu apa fierbinte pentru a asigura o gătire uniformă, reducând în același timp aromele produse prin oxidare. </link>
Unitățile cu costuri mai mici sunt acum disponibile sub forma unui „băț”, care are o clemă pentru a-l atașa pe partea laterală a vasului de gătit. Bețele sous vide oferă un element de încălzire, un controler și un rotor motorizat. Unitățile cu costuri mai mari oferă un grad mai precis de control asupra temperaturii apei. Dispozitivele devin din ce în ce mai ușor de utilizat, cu aplicații afiliate cu majoritatea dispozitivelor. Aplicațiile ghidează oamenii prin procesul de gătit, unele unități având integrare cu control vocal și interfețe Wi-Fi pentru a controla dispozitivul de la distanță.